# Rhagium syriacum
Rhagium syriacum är en skalbaggsart som beskrevs av Maurice Pic 1892. Rhagium syriacum ingår i släktet Rhagium och familjen långhorningar. Inga underarter finns listade i Catalogue of Life.